# Yauli (Yauli)
Yauli é um distrito do Peru, departamento de Junín, localizada na província de Yauli.

## Transporte
O distrito de Yauli é servido pela seguinte rodovia:
- PE-22, que liga o distrito de Ate (Província de Lima) à cidade de La Oroya (Região de Junín)
- JU-102, que liga o distrito à cidade de La Oroya [2][3][4]